# Rivière Nepton Nord
Rivière Nepton Nord är ett vattendrag i Kanada.   Det ligger i provinsen Québec, i den östra delen av landet, 500 km norr om huvudstaden Ottawa.
I omgivningarna runt Rivière Nepton Nord växer i huvudsak blandskog. Trakten runt Rivière Nepton Nord är nära nog obefolkad, med mindre än två invånare per kvadratkilometer.